# Železniční stanice Gan ha-chajot ha-tanachi
Železniční stanice Gan ha-chajot ha-tanachi (hebrejsky תחנת הרכבת גן החיות התנ״כי‎, tachanat ha-rakevet Gan ha-chajot ha-tanachi, doslova železniční stanice Biblická zoo) je železniční stanice na železniční trati Tel Aviv – Jeruzalém v Izraeli.
Leží v údolí toku Nachal Refa'im v Judských horách v Jeruzalémě, v nadmořské výšce cca 650 metrů. Je situována na jihozápadní okraj Jeruzaléma, na jižní okraj čtvrti Malcha a Giv'at Masu'a. Dopravně je napojena na ulici Derech Jicchak Moda'i a Derech Aharon Šulov. Poblíž se nachází Jeruzalémská biblická zoo. Jižně od stanice, na protější straně údolí, probíhala zelená linie, za níž ale po roce 1967 vyrostla židovská čtvrť Gilo zahrnutá do městských hranic Jeruzaléma. Gilo však se stanicí nemá přímé dopravní spojení.
Stanice je obsluhována autobusovými linkami společnosti Egged. K dispozici jsou parkovací místa pro automobily.